# Gliese 876 d
Gliese 876 d ist ein Exoplanet, der den rund 15 Lichtjahre von der Sonne entfernten Roten Zwerg Gliese 876 im Sternbild Wassermann umkreist. Er ist der innerste bekannte Planet im Planetensystem des Sterns.

## Entdeckung
Aufgrund von sehr präzisen Messungen der Radialgeschwindigkeit von Gliese 876 durch das Keck-Observatorium, die sich über acht Jahre erstreckten, erbrachte ein Astronomenteam unter der Leitung von Eugenio Rivera im Jahr 2005 den Nachweis eines dritten Planeten nach den vorangegangenen Entdeckungen von Gliese 876 b und Gliese 876 c.
Zum Zeitpunkt seiner Entdeckung war Gliese 876 d der masseärmste bekannte Exoplanet nach den drei bereits 1992 bzw. 1994 entdeckten Planeten um den Pulsar PSR B1257+12 und der masseärmste um einen Hauptreihenstern. Er war auch der erste Exoplanet eines Hauptreihensterns, der als Supererde eingestuft wurde.

## Eigenschaften
Gliese 876 d umkreist seinen Zentralstern in nur etwa 0,021 AE Entfernung, wobei er etwas weniger als zwei Tage für einen Umlauf benötigt. Anfängliche Abschätzungen seiner Masse beliefen sich auf etwa 7,53 Erdmassen, und wurden nach der Entdeckung des vierten Planeten Gliese 876 e im Jahr 2010 auf etwa 6,83 Erdmassen präzisiert. Nach neueren Untersuchungen von 2014 beträgt die Mindestmasse von Gliese 876 d etwa 5,85 Erdmassen.; eine im Oktober 2017 veröffentlichte Arbeit nennt eine Mindestmasse von etwa 6,91 Erdmassen.
Da der Planet ausschließlich mittels der Radialgeschwindigkeitsmethode entdeckt wurde, sind sein tatsächlicher Radius und seine wirkliche Zusammensetzung unbekannt. Die Nähe des Planeten zu seinem Zentralstern spricht für eine gebundene Rotation. Bei Annahme einer Verteilung der Hitze auf dem Planeten ähnlich der Venus im Sonnensystem herrscht auf Gliese 876 d möglicherweise eine effektive Temperatur von 430 bis 650 Kelvin (157 bis 377 °C).
Entstanden ist der Planet Modellrechnungen zufolge möglicherweise aus Material, das bei der Migration der weiter außen umlaufenden Gasplaneten des Systems nach innen in Richtung Stern gewandert ist. Ein 2005 vorgeschlagenes Modell von Gliese 876 d geht von einem Silikatkern aus, umgeben von einem tiefen Ozean und einer Atmosphäre aus Wasserstoff. Es könnte sich bei Gliese 876 d aber auch um den Kern eines Gasplaneten handeln, der durch Migration in eine Umlaufbahn in extremer Nähe zum Stern gelangte und seine Gashülle (zumindest zu einem großen Teil) verlor.